# Bekir Karayel
Bekir Karayel (Sungurlu, 10 maggio 1982) è un ex maratoneta turco, ha preso parte a due edizioni consecutive dei Giochi olimpici nel 2012 e nel 2016.

## Palmarès
| Anno | Manifestazione          | Sede           | Evento         | Risultato | Prestazione | Note                                     |
| ---- | ----------------------- | -------------- | -------------- | --------- | ----------- | ---------------------------------------- |
| 2009 | Giochi del Mediterraneo | Pescara        | Mezza maratona | 12º       | 1h10'47"    |                                          |
| 2011 | Mondiali                | Taegu          | Maratona       | 45º       | 2h33'20"    | Miglior prestazione personale stagionale |
| 2012 | Giochi olimpici         | Londra         | Maratona       | 76º       | 2h29'38"    |                                          |
| 2014 | Mondiali mezza maratona | Copenaghen     | Mezza maratona | 43º       | 1h02'48"    |                                          |
| 2015 | Mondiali                | Pechino        | Maratona       | dnf       | dnf         |                                          |
| 2016 | Giochi olimpici         | Rio de Janeiro | Maratona       | 125º      | 2h31'27"    |                                          |
| 2018 | Giochi del Mediterraneo | Tarragona      | Mezza maratona | dnf       | dnf         |                                          |

## Altre competizioni internazionali
2004
- 19º alla Mezza maratona di Tarso ( Tarso) - 1h10'53"

2005
- 15º alla Mezza maratona di Tarso ( Tarso) - 1h06'49"

2006
- 13º alla Maratona di Istanbul ( Istanbul) - 2h17'03"
- Argento alla Mezza maratona di Samsun ( Samsun) - 1h06'00"
- 21º alla Mezza maratona di Tarso ( Tarso) - 1h08'31"

2007
- Oro alla Mezza maratona di Offenbach am Main ( Offenbach am Main) - 1h04'42"
- 7º alla Mezza maratona di Trebisonda ( Trebisonda) - 1h05'39"
- 5º alla Grand Ataturk Run ( Ankara) - 31'24"
- 9º alla Darmstadter Stadtlauf ( Darmstadt), 7,6 km - 23'21"

2008
- 9º alla Maratona di Istanbul ( Istanbul) - 2h20'38"
- 27º alla Maratona di Amburgo ( Amburgo) - 2h21'03"
- Bronzo alla Mezza maratona di Tarso ( Tarso) - 1h05'54"
- Argento alla Mezza maratona di Trebisonda ( Trebisonda) - 1h06'21"
- Argento alla Mezza maratona di Alanya ( Alanya) - 1h08'25"

2009
- 11º alla Maratona di Istanbul ( Istanbul) - 2h23'17"
- Bronzo alla Mezza maratona di Trebisonda ( Trebisonda) - 1h04'32"
- Oro alla Oger Antalya ( Adalia) - 29'33"

2010
- 5º alla Maratona di Istanbul ( Istanbul) - 2h16'41"
- Oro alla Mezza maratona di Balıkesir ( Balıkesir) - 1h05'18"

2011
- 7º alla Maratona di Düsseldorf ( Düsseldorf) - 2h19'41"
- 6º alla Maratona di Istanbul ( Istanbul) - 2h15'48"
- Oro alla Mezza maratona di Samsun ( Samsun) - 1h04'28"
- Oro alla Mezza maratona di Darıca ( Darıca) - 1h05'08"
- Argento alla Grand Ataturk Run ( Ankara) - 30'01"

2012
- 14º alla Maratona di Londra ( Londra) - 2h13'21"
- 4º alla Mezza maratona di Tarso ( Tarso) - 1h02'55"

2013
- 5º alla Maratona di Istanbul ( Istanbul) - 2h20'27"

2014
- 13º alla Maratona di Istanbul ( Istanbul) - 2h22'36"
- 16º all'Amendoeiras em Flor ( Albufeira) - 30'13"

2015
- 18º alla Maratona di Londra ( Londra) - 2h16'06"
- 6º alla Maratona di Istanbul ( Istanbul) - 2h19'56"
- Argento alla Maratona di Gallipoli ( Gallipoli) - 2h25'38"

2016
- 8º alla Maratona di Düsseldorf ( Düsseldorf) - 2h15'31"
- 8º alla Maratona di Istanbul ( Istanbul) - 2h22'31"
- Bronzo alla Mezza maratona di Podgorica ( Podgorica) - 1h07'46"
- 8º alla 15 km di Mersin ( Mersin) - 47'09"

2019
- 11º alla Maratona di Istanbul ( Istanbul) - 2h18'32"
- 16º alla Mezza maratona di Istanbul ( Istanbul) - 1h06'45"